# Scambina cervina
Scambina cervina là một loài bướm đêm trong họ Noctuidae.